# روب كولر
روب كولر (بالإنجليزية: Rob Kohler)‏ هو عازف جاز أمريكي، ولد في 3 أكتوبر 1963.

## وصلات خارجية
- روب كولر على موقع ميوزك برينز (الإنجليزية)